# Louise Julie de Mailly

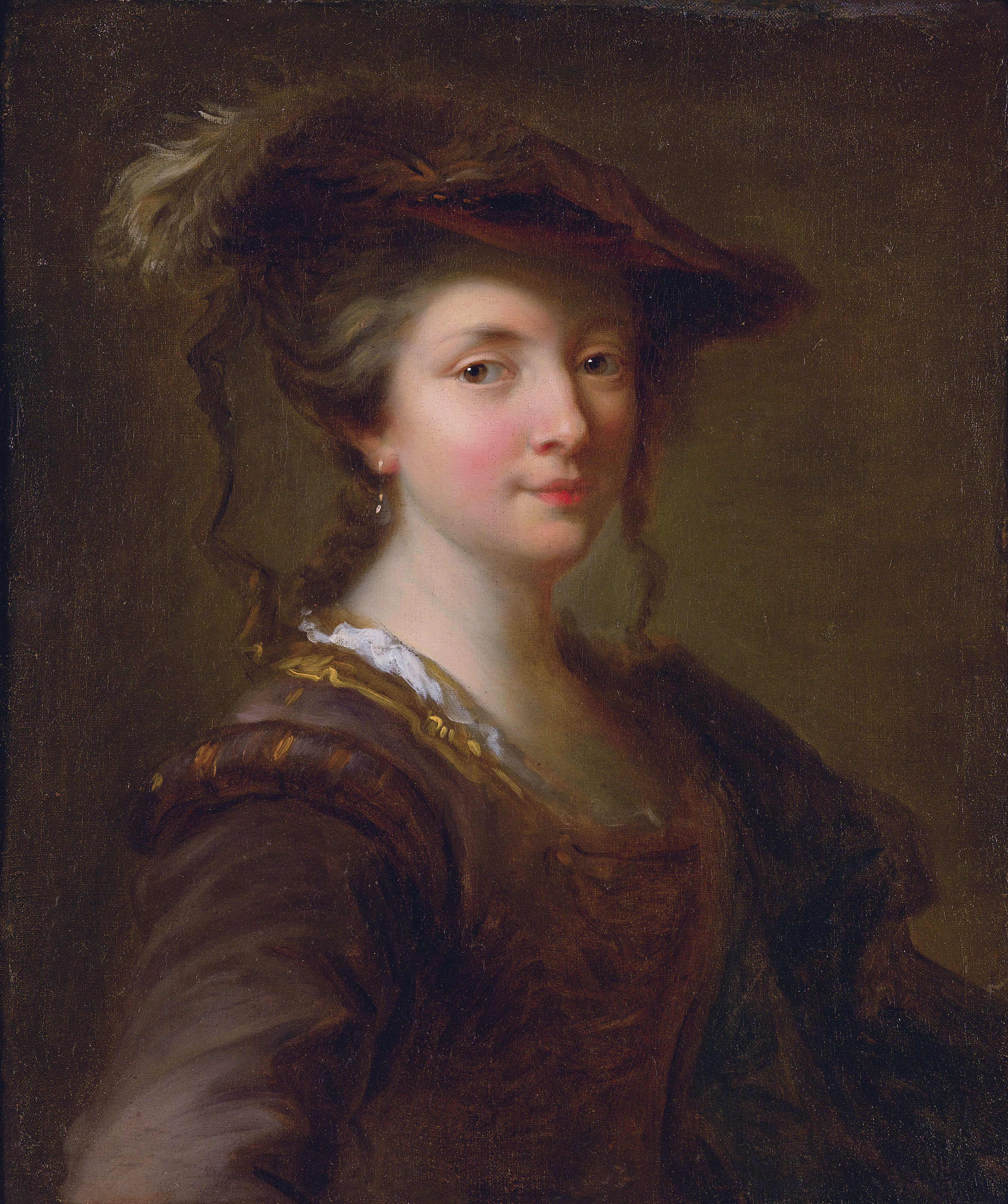
Louise Julie de Mailly ritratta da Alexis Grimou

Stemma De Mailly

Louise Julie de Mailly, comtesse de Mailly (1710 – Parigi, 1751), fu la maggiore delle cinque famose sorelle de Nesle, quattro di cui divennero amanti di Re Luigi XV di Francia.

## Infanzia, famiglia e matrimonio
Louise Julie nacque come figlia maggiore di Louis III de Mailly-Nesle, marchese di Nesle e di Mailly (1689 - 1767), e di sua moglie Armande Félice de La Porte Mazarin (1691 - 1729). I suoi genitori erano sposati dal 1709. Sua madre era figlia di Paul Jules de La Porte, duc Mazarin et de La Meilleraye (1666 - 1731), figlio della famosa avventuriera Ortensia Mancini, la nipote del Cardinale Mazzarino. Louise Julie aveva quattro sorelle minori:
- Pauline Félicité de Mailly, Mademoiselle de Nesle, marquise de Vintimille (1712 - 1741),
- Diane Adélaïde de Mailly, Mademoiselle de Montcavrel, duchesse de Lauraguais (1714 - 1769),
- Hortense Félicité de Mailly, Mademoiselle de Chalon, marquise de Flavacourt (1715 - 1763).
- Marie-Anne de Mailly, Mademoiselle de Monchy, marquise de La Tournelle, duchesse de Châteauroux (1717 - 1744).

L'unica delle sorelle de Nesle che non divenne una delle amanti di Luigi XV fu la marquise de Flavacourt. Louise Julie fu la prima ad attrarre il re ma fu Marie Anne che ebbe più successo nel manipolarlo e a diventare politicamente potente.
Louise Julie aveva anche una sorellastra minore, Henriette de Bourbon (1725 - 1780), Mademoiselle de Verneuil, nata dalla relazione di sua madre con il duc de Bourbon, primo ministro di Luigi XV dal 1723 al 1726.
Durante la sua gioventù, Louise Julie era conosciuta come Mademoiselle de Mailly. Il 31 marzo 1726, sposò suo cugino Louis Alexandre de Mailly, comte de Mailly (nato nel 1694). Suo marito morì il 30 luglio 1743.

## Amante di Luigi XV
Poco dopo il suo matrimonio, Louise Julie attirò l'attenzione di Re Luigi XV e le fu permesso da suo marito di diventare amante reale. Sebbene fosse diventata amante del re nel 1732, Madame de Mailly non fu riconosciuta come amante ufficiale fino al 1738. Madame del Mailly non utilizzò la sua nuova posizione a corte per arricchire se stessa o interferire nella politica, al contrario di sua sorella Marie Anne che dimostrò di essere una intrigante di politica di successo.
Nel 1738, ricevette una lettera dalla sorella minore Pauline-Félicité chiedendo di essere invitata a corte. Madame de Mailly acconsentì al desiderio di sua sorella, ma al suo arrivo a corte, Pauline-Félicité sedusse il re e divenne sua amante.
Mentre Madame de Mailly rimase l'amante ufficiale, il re si innamorò di Pauline-Félicité e combinò per lei il matrimonio con il marchese de Vintimille. Diede persino a Madame de Vintimille il castello di Choisy-le-Roi come regalo. Madame de Vintimille rimase subito incinta del re e morì dando alla luce il suo figlio illegittimo, Louis, duc de Luc, che assomigliava così tanto al re che fu chiamato Demi-Louis, "piccolo Louis". Il corpo di Madame de Vintimille fu inviato al Lit-the-Parade nella città di Versailles, ma durante la notte una folla irruppe e mutilò il corpo della "puttana del re".
Il re e Madame de Mailly furono entrambi devastati dalla morte di Madame de Vintimille e scioccati dalla mutilazione del suo cadavere. Nella sua disperazione, Madame de Mailly si dice che abbia cominciato a lavare i piedi dei poveri.
Successivamente, il migliore amico del re, il manipolatore duc de Richelieu, cominciò la ricerca di un'altra candidata che soddisfacesse i desideri del suo regale amico, in quanto non voleva che Madame de Mailly riconquistasse gli affetti del re. Alla fine si decise per la sorella minore sia di Madame de Mailly che di Madame de Ventimiglia, Marie Anne, la vedova del marchese de La Tournelle.
Ad un ballo mascherato il martedì grasso del 1742, Richelieu condusse Marie Anne dal re e gliela presentò. La bella marchesa, comunque, in principio rifiutò le avance reali. Aveva già un amante, il giovane duc d'Agénois (in seguito duc d'Aiguillon), e non era incline ad abbandonarlo nemmeno per amore del re. Come risultato, Luigi complottò con Richelieu, che era zio di d'Agénois, per liberarsi del giovane corteggiatore. Richelieu era ansioso di organizzare una liaison tra il re e madame de La Tournelle, perché sapeva che Madame de Mailly non lo vedeva sotto una buona luce. Il risultato delle loro trame fu che Luigi, a imitazione del biblico Davide, mandò il suo rivale a combattere gli austriaci in Italia. Qui, più fortunato del marito di Betsabea, il duca d'Agénois fu solo ferito, e ritornò a corte pieno di gloria.
Luigi era in preda alla disperazione, ma Richelieu, che era un uomo pieno di risorse, non era uno che accettava con leggerezza la sconfitta. Mandò il nipote in Linguadoca, dove una giovane bella signora era stato incaricata di sedurlo. Ella fece anche di più: inviò a Richelieu le lettere passionali che furono scambiate, che a tempo debito furono portate a conoscenza di Madame de La Tournelle, la quale, furiosa verso l'ingannato giovane duca, rivolse le sue attenzioni al re.
Ma Madame de La Tournelle, che era di gran lunga la più abile e la più attraente delle sorelle de Nesle, a differenza di Madame de Ventimiglia e di Madame de Lauraguais, non era affatto disposta ad accontentarsi di un impero diviso e favori segreti. Insistette sul fatto che la sorella maggiore Madame de Mailly fosse rimossa e lei stessa riconosciuta al suo posto. Luigi acconsentì, tolse alla contessa l'impiego contessa di dame du palais della regina Maria Leszczyńska, e le ordinò di lasciare la corte. Madame de Mailly si rifugiò in un convento dove divenne molto religiosa.
La contessa de Mailly morì nel 1751 e ricevette sepoltura nel vecchio Cimitero degli Innocenti, a Parigi.